# Calodromius putzeysi
Calodromius putzeysi é uma espécie de insetos coleópteros pertencente à família Carabidae.
A autoridade científica da espécie é Paulino d'Oliveira, tendo sido descrita no ano de 1876.
Trata-se de uma espécie presente no território português.